# Nans-sous-Sainte-Anne
Nans-sous-Sainte-Anne település Franciaországban, Doubs megyében. Lakosainak száma 169 fő (2022. január 1.). Nans-sous-Sainte-Anne Crouzet-Migette, Montmahoux, Sainte-Anne, Geraise, Saizenay, Salins-les-Bains és Éternoz-Vallée-du-Lison községekkel határos.

## Népesség
A település népességének változása:
| Lakosok száma | 113  | 141  | 142  | 141  | 141  | 139  | 156  | 166  | 167  | 169  |
|               | 1968 | 1982 | 1990 | 2006 | 2013 | 2015 | 2017 | 2019 | 2020 | 2022 |